# 1939年德国对立陶宛的最后通牒

最后通牒生效后东普鲁士局势图：克莱佩达地区/梅梅尔领地为白绿色阴影，东普鲁士其餘部份为白色

1939年3月20日，纳粹德国外交部长约阿希姆·冯·里宾特洛甫向立陶宛外交部长尤欧扎斯·烏爾布斯发出口头最后通牒，要求立陶宛交还克莱佩达地区（亦称梅梅尔领地，第一次世界大战后脱离德国），否则德国国防军将对其发动入侵。立陶宛和德国关系長年紧张，克莱佩达地区亲纳粹宣传活动盛行，德国扩张势头亦日渐加剧，因此德国最后通牒并不出意外。五日之前，纳粹德国刚刚完成了对捷克斯洛伐克全境的占领。1924年《克莱佩达协定》的四个签约国理当维护克莱佩达地区的政治现状，但四国均未采取实质行动。英国与法国延续了对德的绥靖政策，意大利和日本则公开支持德方主张。3月22日，立陶宛被迫接受通牒，克莱佩达地区由此成为德国在第二次世界大战爆发前获得的最后一块领土。立陶宛在经济上和名誉上受到严重打击，欧洲战前局势进一步恶化。

## 克莱佩达问题
克莱佩达（德称梅梅尔）为东普鲁士一重要海港。根据《凡尔赛条约》第28条款，克莱佩达地区脱离德国；根据第99条款，克莱佩达地区由协约国管理。法国获取了这一区域管理权，而立陶宛则持续通过游说试图获取控制权。立陶宛方面称这一区域立陶宛裔人口数目显著（为史上小立陶宛地区一部分），且为本国唯一的波罗的海出海口，由此当属立陶宛。波兰亦声称对其拥有主权。协约国方面决策迟疑，这一地区大有发展为下一个但泽自由市的趋势，由此立陶宛先发制人，于1923年1月组织发动了反對法國的克萊佩達起義。苏联和德国支持了这一行动。此后克莱佩达地区归属立陶宛管辖，拥有较高自主权及自己的议会（克莱佩达议会），其面积近2,400平方公里，人口近140,000。
1920年代，立陶宛与德国均持反波兰立场，由此两国关系相对正常。1928年1月，在经过漫长艰苦谈判后，德国与立陶宛签署划界条约，克莱佩达归属立陶宛。但在1930年代纳粹德国取代魏玛共和国后，两国关系逐渐恶化。1934年2月立陶宛政府逮捕了数十名亲纳粹活动者并对其进行审判。作为回应，德国宣布抵制立陶宛农产品，导致了蘇瓦爾基亞（南立陶宛）的经济危机，农民组织发动了暴力抗议。然而在萨尔全民投票后，多数亲纳粹囚犯均获得了特赦。这一状况使立陶宛在国际上和克莱佩达地区内声誉受损，德国也借机在这一区域扩大了影响力。

## 局势升温
1938年春，阿道夫·希特勒称克莱佩达的重要性仅次于苏台德地区。1938年3月波兰对立陶宛发出最后通牒，要求两国建交（立陶宛由此将承认波兰对维尔纽斯地区拥有主权），德国则公开宣称若两国发生冲突，德军将進攻立陶宛并攻取克莱佩达和西立陶宛大部。在立陶宛接受波兰通牒一周后，德国提出十一点备忘录，要求保障这一地区亲德活动的自由，控制立陶宛的影响力。备忘录言辞刻意模糊，由此德国可轻易宣布立陶宛违约。立陶宛选择推迟解决这一问题，希望国际局面能够有所改观，且缓和德意志裔人口的紧张情绪。
然而这一策略并未成功。亲纳粹宣传和抗议活动泛滥，即便在立陶宛裔人口中亦是如此，当地政府对此无能为力。纳粹对立陶宛组织进行持续骚扰。1938年11月1日，立陶宛被迫宣布终止戒严及媒体审查。12月的克莱佩达议会选举中，亲德党派获得了87%的选票（29个席位中的25席）。1934年审判的首要被告人恩斯特·诺依曼于1938年2月出狱，并成为克莱佩达亲德运动的领袖。12月希特勒接见了诺依曼，并承诺克莱佩达问题将在1939年3月或4月之前得到解决。诺依曼及其他纳粹活动者宣称克莱佩达具有民族自决权，并要求立陶宛就这一地区政治地位问题展开谈判。外界普遍认为议会将在1939年3月25日投票加入德国。德国官方对此问题保持沉默，希望立陶宛能够主动交还这一地区，过于公开表态可能会影响德国同波兰就建立反苏同盟问题的谈判。

## 最后通牒
立陶宛政府获知一流言，称德国对攻取克莱佩达有一具体的谋划。3月12日，外交部长尤欧扎斯·乌尔伯须斯代表立陶宛在罗马参加了教宗庇护十二世的加冕典礼。在返回立陶宛途中他取道柏林，希望对流言进行澄清。3月20日约阿希姆·冯·里宾特洛甫同意会见乌尔伯须斯，但拒绝会见驻德特使凯西斯·斯基尔帕，要求其在另一房间内等候。里宾特洛甫与乌尔伯须斯会见近40分钟，并在其间要求克莱佩达回归德国，否则将付诸军事行动。乌尔伯须斯将这一口头通牒传递予立陶宛政府。由于通牒本身并未成文，且亦无一正式最后期限，一些史学家称其重要性有限，将其描述为“一系列要求”而非“最后通牒”。然而通牒已明确表示若立陶宛不服从，德国将诉诸军事，且立陶宛不得向他国求助。通牒无最后期限，但立陶宛当迅速做出决定，任何冲突或德方损失将逼迫德军做出回应。
技术上来说立陶宛在未获《克莱佩达协定》签约方同意情况下无权转移克莱佩达主权，由此政府秘密向诸国寻求了援助。意大利和日本宣布支持德国主张，而英国和法国虽对立陶宛状况表示同情，却未提供任何物质上的援助。英法两国延续了其对希特勒的绥靖政策；英国采取了同对待苏台德危机相同的态度，不计划在德国進攻立陶宛或其他波罗的海国家时提供支援。苏联在原则上支持立陶宛，但其亦考虑同纳粹结盟，不愿影响苏德关系。立陶宛未能获取任何物质上的国际支持，被迫接受最后通牒。立陶宛外交方面称其为“必要的邪恶”，认为其将保证立陶宛的独立，希望这一退让仅是暂时性的。

## 通牒获准
3月23日凌晨1时，乌尔伯须斯与里宾特洛甫共同签署协定，称立陶宛自愿将克莱佩达地区转交予德国，协定3月22日生效。协定包括五个条款：
|                          | 第一条：由《凡尔赛条约》自德国分离的克莱佩达地区回归德意志国，回归即刻生效。 第二条：立陶宛军队及警察即刻撤出克莱佩达地区。立陶宛政府保证撤离时这一区域的稳定。 双方在必要时任命专员，负责克莱佩达地区非自主性的行政权力移交事宜。 由主权移交导致的问题，如经济、财政、政府官员和公民权问题，将留由特别协定解决。 第三条：为补偿立陶宛经济，在克莱佩达将建立一立陶宛自由港区。详情将于本协定附件中阐明。 第四条：为保证这一协定的执行和强化德国和立陶宛关系的友好发展，两国将承诺不对另一方发动军事行动，亦不支持第三方对另一方的攻击。 第五条：本协定在签署后立即生效。双方全权代表于德语及立陶宛语双份原本上签字。 柏林，1939年3月22日 |
| ——利德协定，《纽约时报》 | |

## 后果
| 克莱佩达地区工业（1939年） | 克莱佩达地区工业（1939年） | 克莱佩达地区工业（1939年） |
| 工业                       | 工业额 （立特）            | 工业额 （全国百分比）      |
| -------------------------- | -------------------------- | -------------------------- |
| 泥炭                       | 12,720                     | 13.3                       |
| 金属及机械                 | 23,770                     | 10.6                       |
| 化工                       | 77.47                      | 36.6                       |
| 皮草                       | 7,640                      | 4.2                        |
| 纺织                       | 282,570                    | 44.2                       |
| 木材                       | 208,990                    | 53.9                       |
| 造纸及印刷                 | 207,440                    | 57.6                       |
| 食品                       | 272,500                    | 21.5                       |
| 服装                       | 14,950                     | 6.6                        |
| 电气                       | 49,380                     | 28.6                       |

在协定正式签署前，德国军队已经开进了克莱佩达港。希特勒乘德意志号袖珍战列舰抵达，巡视了克莱佩达市并发表了一小段演说。驶入克莱佩达港的舰队包括施佩伯爵海军上将号袖珍战列舰及纽伦堡号、莱比锡号和科隆号轻巡洋舰、两支驱逐舰分艦隊、三支鱼雷艇區艦隊及一支补给舰區艦队。此时立陶宛海军仅有斯梅托纳总统号（580吨级改造扫雷舰）一艘战舰。德意志裔民众欢庆该市的回归，而欧洲其他政治人物则担心希特勒的下一个目标将是但泽自由市。
立陶宛总统安塔纳斯·斯梅托纳在近一年时间内第二次无条件接受最后通牒，民众对其威权统治不满情绪进一步加剧，促成政治危机。无所作为的弗拉达斯·米罗纳斯内阁为约纳斯·切纽斯将军领导的内阁所取代。自1926年政变以来，立陶宛政府中首次出现了反对派成员：立陶宛基督教民主党的莱奥纳斯·比斯特拉斯受任为教育部长；立陶宛人民农民联盟的尤吉斯·克里克施丘纳斯则受任为农业部长。由于其他政党已遭取缔，比斯特拉斯和克里克施丘纳斯名义上为无党籍人士。四名将军亦成为内阁成员。然而在国际危机临头的状况之下，立陶宛政客仍旧未能团结起来，持续在政治上进行争斗。
立陶宛失去了其唯一的波罗的海出海口，经济受到严重打击。70%至90%的外贸经由克莱佩达。这一地区领土面积仅占立陶宛的5%，但却囊括了三分之一的立陶宛工业。立陶宛在克莱佩达港的大规模基础设施投入亦血本无归。近10,000名难民（多数为犹太裔）逃离克莱佩达地区，向立陶宛政府寻求庇护和援助。立陶宛民众对祖国前景颇为担忧：三月至四月间民众自银行和信贷机构中取出了近20%的储蓄。失去克莱佩达后，立陶宛逐渐纳入德国的势力范围，在贸易上尤其如此。1939年年末，德国占据了立陶宛75%的出口额和86%的进口额。1939年德国与苏联签订《苏德互不侵犯条约》，划分了东欧的势力范围，立陶宛最初归于德国势力范围下。纳粹德国提议和立陶宛结盟抵抗波兰，并承诺归还维尔纽斯区，但立陶宛坚守了其中立的外交政策。